# Grand Prix Belgie 1982
Grand Prix Belgie 1982 (oficiálně XXXX GROTE PRIJS VAN BELGIE) se jela na okruhu Zolder v Limburk v Belgii dne 9. května 1982. Závod byl pátým v pořadí v sezóně 1982 šampionátu Formule 1.

## Kvalifikace
| Poř. | No. | Jezdec             | Konstruktér     | Časy v kvalifikaci | Časy v kvalifikaci | Ztráta |
| Poř. | No. | Jezdec             | Konstruktér     | Q1                 | Q2                 | Ztráta |
| ---- | --- | ------------------ | --------------- | ------------------ | ------------------ | ------ |
| 1    | 15  | Alain Prost        | Renault         | 1:15.962           | 1:15.701           | —      |
| 2    | 16  | René Arnoux        | Renault         | 1:15.903           | 1:15.730           | +0.029 |
| 3    | 6   | Keke Rosberg       | Williams-Ford   | 1:17.654           | 1:15.847           | +0.146 |
| 4    | 8   | Niki Lauda         | McLaren-Ford    | 1:17.577           | 1:16.049           | +0.348 |
| 5    | 3   | Michele Alboreto   | Tyrrell-Ford    | 1:17.334           | 1:16.308           | +0.607 |
| 6    | 3   | Didier Pironi      | Ferrari         | 1:18.769           | 1:16.501           | +0.800 |
| 7    | 22  | Andrea de Cesaris  | Alfa Romeo      | 1:17.696           | 1:16.575           | +0.874 |
| 8    | 27  | Gilles Villeneuve  | Ferrari         | 1:17.507           | 1:16.616           | +0.915 |
| 9    | 12  | Nigel Mansell      | Lotus-Ford      | 1:17.614           | 1:16.944           | +1.243 |
| 10   | 1   | Nelson Piquet      | Brabham-BMW     | 1:17.124           | 1:17.535           | +1.423 |
| 11   | 2   | Riccardo Patrese   | Brabham-BMW     | 1:18.366           | 1:17.126           | +1.425 |
| 12   | 7   | John Watson        | McLaren-Ford    | 1:18.639           | 1:17.144           | +1.443 |
| 13   | 11  | Elio de Angelis    | Lotus-Ford      | 1:17.762           | 1:18.655           | +2.061 |
| 14   | 9   | Manfred Winkelhock | ATS-Ford        | 1:19.430           | 1:17.879           | +2.178 |
| 15   | 5   | Derek Daly         | Williams-Ford   | 1:18.194           | 1:18.591           | +2.493 |
| 16   | 25  | Eddie Cheever      | Ligier-Matra    | 1:20.182           | 1:18.301           | +2.600 |
| 17   | 23  | Bruno Giacomelli   | Alfa Romeo      | 1:18.425           | 1:18.371           | +2.670 |
| 18   | 31  | Jean-Pierre Jarier | Osella-Ford     | 1:20.056           | 1:18.403           | +2.702 |
| 19   | 26  | Jacques Laffite    | Ligier-Matra    | 1:19.403           | 1:18.565           | +2.864 |
| 20   | 10  | Eliseo Salazar     | ATS-Ford        | 1:20.440           | 1:18.967           | +3.266 |
| 21   | 35  | Derek Warwick      | Toleman-Hart    | 1:20.594           | 1:18.985           | +3.284 |
| 22   | 4   | Brian Henton       | Tyrrell-Ford    | 1:20.518           | 1:19.150           | +3.449 |
| 23   | 36  | Teo Fabi           | Toleman-Hart    | 1:20.541           | 1:19.300           | +3.599 |
| 24   | 29  | Marc Surer         | Arrows-Ford     | 1:22.512           | 1:19.584           | +3.883 |
| 25   | 20  | Chico Serra        | Fittipaldi-Ford | 1:21.755           | 1:19.598           | +3.897 |
| 26   | 18  | Raul Boesel        | March-Ford      | 1:20.522           | 1:19.621           | +3.920 |
| 27   | 17  | Jochen Mass        | March-Ford      | 1:20.552           | 1:19.777           | +4.076 |
| 28   | 30  | Mauro Baldi        | Arrows-Ford     | 1:20.802           | 1:19.815           | +4.114 |
| DNQ  | 14  | Roberto Guerrero   | Ensign-Ford     | 1:20.116           | 1:20.482           | +4.415 |
| DNQ  | 33  | Jan Lammers        | Theodore-Ford   | 1:21.453           | 1:20.584           | +4.883 |
| DNPQ | 32  | Riccardo Paletti   | Osella-Ford     | —                  | —                  | —      |
| DNPQ | 19  | Emilio de Villota  | March-Ford      | —                  | —                  | —      |

## Závod
| Poř.   | No. | Jezdec             | Konstruktér     | Počet kol | Čas/Odstoupení                                            | Pořadí na startu | Body |
| ------ | --- | ------------------ | --------------- | --------- | --------------------------------------------------------- | ---------------- | ---- |
| 1      | 7   | John Watson        | McLaren-Ford    | 70        | 1:35:41.995                                               | 10               | 9    |
| 2      | 6   | Keke Rosberg       | Williams-Ford   | 70        | + 7.268                                                   | 3                | 6    |
| 3      | 25  | Eddie Cheever      | Ligier-Matra    | 69        | + 1 kolo                                                  | 14               | 4    |
| 4      | 11  | Elio de Angelis    | Lotus-Ford      | 68        | + 2 kola                                                  | 11               | 3    |
| 5      | 1   | Nelson Piquet      | Brabham-BMW     | 67        | + 3 kola                                                  | 8                | 2    |
| 6      | 20  | Chico Serra        | Fittipaldi-Ford | 67        | + 3 kola                                                  | 23               | 1    |
| 7      | 29  | Marc Surer         | Arrows-Ford     | 66        | + 4 kola                                                  | 22               |      |
| 8      | 18  | Raul Boesel        | March-Ford      | 66        | + 4 kola                                                  | 24               |      |
| 9      | 26  | Jacques Laffite    | Ligier-Matra    | 66        | + 4 kola                                                  | 17               |      |
| DSQ    | 8   | Niki Lauda         | McLaren-Ford    | 70        | Podváha                                                   | 4                |      |
| Ret    | 5   | Derek Daly         | Williams-Ford   | 60        | Motor                                                     | 13               |      |
| Ret    | 17  | Jochen Mass        | March-Ford      | 60        | Motor                                                     | 25               |      |
| Ret    | 15  | Alain Prost        | Renault         | 59        | Motor                                                     | 1                |      |
| Ret    | 2   | Riccardo Patrese   | Brabham-BMW     | 52        | Motor                                                     | 9                |      |
| Ret    | 30  | Mauro Baldi        | Arrows-Ford     | 51        | Klapka                                                    | 26               |      |
| Ret    | 31  | Jean-Pierre Jarier | Osella-Ford     | 37        | Rozbité křídlo                                            | 16               |      |
| Ret    | 22  | Andrea de Cesaris  | Alfa Romeo      | 34        | Převodovka                                                | 6                |      |
| Ret    | 4   | Brian Henton       | Tyrrell-Ford    | 33        | Motor                                                     | 20               |      |
| Ret    | 3   | Michele Alboreto   | Tyrrell-Ford    | 29        | Motor                                                     | 5                |      |
| Ret    | 35  | Derek Warwick      | Toleman-Hart    | 29        | Převodovka                                                | 19               |      |
| Ret    | 36  | Teo Fabi           | Toleman-Hart    | 13        | Brzdy                                                     | 21               |      |
| Ret    | 12  | Nigel Mansell      | Lotus-Ford      | 9         | Spojka                                                    | 7                |      |
| Ret    | 16  | René Arnoux        | Renault         | 7         | Turbo                                                     | 2                |      |
| Ret    | 9   | Manfred Winkelhock | ATS-Ford        | 0         | Spojka                                                    | 12               |      |
| Ret    | 23  | Bruno Giacomelli   | Alfa Romeo      | 0         | Kolize                                                    | 15               |      |
| Ret    | 10  | Eliseo Salazar     | ATS-Ford        | 0         | Kolize                                                    | 18               |      |
| DNS    | 28  | Didier Pironi      | Ferrari         |           | Nenastoupil kvůli fatální nehodě Villeneuva v kvalifikaci |                  |      |
| DNS    | 27  | Gilles Villeneuve  | Ferrari         |           | Fatální nehoda v kvalifikaci                              |                  |      |
| DNQ    | 14  | Roberto Guerrero   | Ensign-Ford     |           |                                                           |                  |      |
| DNQ    | 33  | Jan Lammers        | Theodore-Ford   |           |                                                           |                  |      |
| DNPQ   | 32  | Riccardo Paletti   | Osella-Ford     |           |                                                           |                  |      |
| DNPQ   | 19  | Emilio de Villota  | March-Ford      |           |                                                           |                  |      |
| Zdroj: |     |                    |                 |           |                                                           |                  |      |

## Průběžné pořadí po závodě
Pohár jezdců
| Pořadí | Jezdec        | Body |
| ------ | ------------- | ---- |
| 1      | Alain Prost   | 18   |
| 2      | John Watson   | 17   |
| 3      | Keke Rosberg  | 14   |
| 4      | Niki Lauda    | 12   |
| 5      | Didier Pironi | 10   |
| Zdroj: |               |      |

Pohár konstruktérů
| Pořadí | Konstruktér   | Body |
| ------ | ------------- | ---- |
| 1      | McLaren-Ford  | 29   |
| 2      | Renault       | 22   |
| 3      | Williams-Ford | 20   |
| 4      | Ferrari       | 16   |
| 5      | Tyrrell-Ford  | 10   |
| Zdroj: |               |      |